# Fidelis Wainaina
Pour les articles homonymes, voir Wainaina.
Fidelis Wainaina, née dans les années 1960 et morte le 5 mars 2008, est la fondatrice du Maseno Interchristian Child Self Help Group (MICH), une organisation qui œuvre en faveur de l'autonomie par le biais de l'agriculture, pour les personnes des zones rurales de l'ouest du Kenya. Elle a reçu le Prix Yara en 2006 aux côtés de Celina Cossa du Mozambique.

## Biographie
Ancienne maîtresse d'école, Wainaina a abandonné sa carrière d'enseignante, après être devenue de plus en plus frustrée avec les programmes scolaires qui préparaient les élèves plus pour les examens que pour les réalités de la vie à l'extérieur de la salle de classe. Elle a travaillé pour l'éradication de la pauvreté et de la faim, en aidant les familles pauvres à exploiter leurs terres de manière durable. Populairement connue auprès des Luo, les habitants de l'ouest du Kenya sous le nom de Nyar Okuyo (la fille de la tribu Kikuyu), Wainaina a été une championne de la «révolution du genre» en plaidant pour l'autonomisation des femmes. Ses groupes de discussion en développement étaient principalement constitués d'enfants de la rue et de veuves, en particulier de victimes de la pandémie du SIDA.
Wainaina est décédée le 5 mars 2008, à l'âge de 46 ans, victime d'un cancer.